# Alternativa demokratiska reformpartiet
Alternativa demokratiska reformpartiet (lux: Alternativ Demokratesch Reformpartei; fr: Parti réformiste d'alternative démocratique; ty: Alternative Demokratische Reformpartei, ADR) är ett nationalkonservativt politiskt parti i Luxemburg. Partiet bildades den 12 maj 1987. Partiet var först medlem i Alliansen för nationernas Europa (AEN), men är sedan den 8 juni 2010 medlem i Alliansen europeiska konservativa och reformister (AECR). I pro-europeiska Luxemburg är ADR ett av få euroskeptiska partier. Partiet har ett mandat i Europaparlamentet. Partiet har fem mandat av de totala 60 i Luxemburgs deputeradekammare.

## Valresultat

### Deputeradekammaren
| År   | Röster  | %         | Mandat | +/– | Status     |
| ---- | ------- | --------- | ------ | --- | ---------- |
| 1989 | 225 262 | 7,9 (#4)  | 4 / 60 | New | Opposition |
| 1994 | 244 045 | 9,0 (#5)  | 5 / 60 | ▲ 1 | Opposition |
| 1999 | 303 734 | 11,3 (#4) | 7 / 60 | ▲ 2 | Opposition |
| 2004 | 278 792 | 10,0 (#5) | 5 / 60 | ▼ 2 | Mall:No2   |
| 2009 | 303 734 | 11,3 (#5) | 4 / 60 | ▼ 1 | Opposition |
| 2013 | 217 683 | 6,6 (#5)  | 3 / 60 | ▼ 1 | Opposition |
| 2018 | 292 388 | 8,3 (#5)  | 4 / 60 | ▲ 1 | Opposition |
| 2023 | 348 990 | 9,3 (#4)  | 5 / 60 | ▲ 1 | Opposition |

### Europaparlamentet
| År   | Toppkandidat       | Röster  | %          | Mandat | +/– | Grupp |
| ---- | ------------------ | ------- | ---------- | ------ | --- | ----- |
| 1994 | Gaston Gibéryen    | 70 470  | 6,95 (#5)  | 0 / 6  | Ny  | –     |
| 1999 | Gaston Gibéryen    | 91 118  | 8,99 (#5)  | 0 / 6  | ▬ 0 | –     |
| 2004 | Gaston Gibéryen    | 87 666  | 8,04 (#5)  | 0 / 6  | ▬ 0 | –     |
| 2009 | Gaston Gibéryen    | 83 168  | 7,39 (#5)  | 0 / 6  | ▬ 0 | –     |
| 2014 | Gaston Gibéryen    | 88 298  | 7,53 (#5)  | 0 / 6  | ▬ 0 | –     |
| 2019 | Gaston Gibéryen    | 125 988 | 10,0 (#5)  | 0 / 6  | ▬   | –     |
| 2024 | Fernand Kartheiser | 162 849 | 11,76 (#5) | 1 / 6  | ▲ 1 | ECR   |